# Bryaspis
Bryaspis é um género botânico pertencente à família Fabaceae.

## Espécies
- Bryaspis humularioides
- Bryaspis lupilina
- Bryaspis psittacorhyncha